# Jacobus Storck

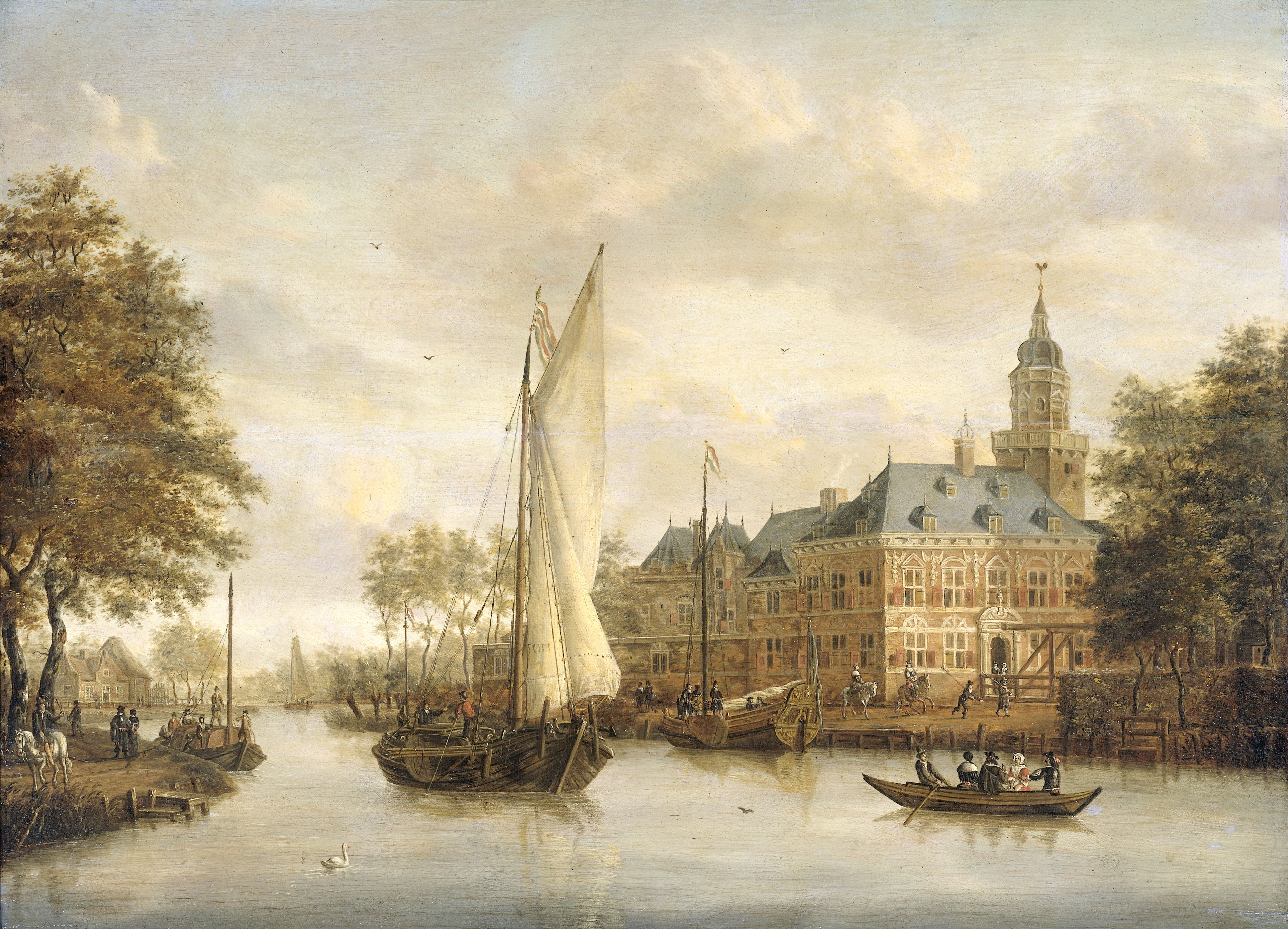
Het kasteel Nijenrode aan de Vecht bij Breukelen, 1660 - 1686

Jacobus Storck (Amsterdam, 8 september 1641 - aldaar, na 1692) was een Nederlands kunstschilder uit de periode van de Gouden Eeuw. Hij vervaardigde een combinatie van rivier- en stadsgezichten, vrijwel steeds met schepen, en enkele italianiserende kustgezichten en capriccio's (fantasiegezichten, samengesteld uit niet in werkelijkheid bij elkaar horende onderdelen).
Storck maakte deel uit van een kunstenaarsgezin. Hij was de middelste van drie zonen van de kunstschilder Jan Jansz. Sturck. Deze veranderde zijn naam later naar Sturckenburch, een naam die zijn zoons aanvankelijk ook gebruikten, maar later noemden zij zich Storck of Sturck. Van de oudste zoon, Johannes (ca. 1630 - 1673) zijn, voor zover bekend, geen werken bewaard gebleven. De jongste zoon was Abraham Storck (1644 - 1708). Deze was evenals Jacobus marineschilder. Zij deelden een kennelijke voorkeur voor het weergeven van schepen. 
Jacobus oudst bekende gedateerde werken, beide uit 1662, tonen respectievelijk de Montelbaanstoren en een gezicht op de Amsterdamse Overtoom.
Hij trouwde in 1668 met een nicht van de vrouw van Jan Abrahamsz. Beerstraaten. Rond 1670 maakte Jacobus, waarschijnlijk samen met zijn broer Abraham, een reis langs de Rijn. Vanuit het gebied bij Schenkenschanz trokken zij zuidwaarts tot aan Aschaffenburg. Op basis van schetsen die zij onderweg maakten, vervaardigden zij later schilderijen. Er zijn werken met datering bekend tot 1687, maar zijn naam ontbreekt op de ledenlijst van het Amsterdamse Sint-Lucasgilde uit 1688. De schilderijen van Jacobus Storck tonen een beperkt aantal terugkerende motieven gedurende zijn gehele carrière. Hij maakte regelmatig stadsgezichten met de karakteristieke Amsterdamse gebouwen. Ook dorpen in de omgeving, zoals Maarssen en Ouderkerk aan de Amstel, waren geliefde onderwerpen. Naast de talrijke Rijngezichten schilderde Storck ook mediterrane havengezichten. Hij geldt als een typische productieschilder, die waarschijnlijk met behulp van gestandaardiseerde methoden meerdere varianten van dezelfde voorstelling vervaardigde. 
Van deze twee broers wordt het werk van Abraham het hoogst aangeslagen.
Mogelijk werkten de broers in hetzelfde atelier en het monogram JA op enkele werken kan aanduiden dat zij samen aan een schilderij hebben gewerkt.
Jacobus Storck was in elk geval actief in Amsterdam in de periode 1662 - 1686. Zijn exacte sterfdatum is niet bekend. 